# Žihobce
Žihobce (en allemand : Schihobetz) est une commune du district de Klatovy, dans la région de Plzeň, en République tchèque. Sa population s'élevait à 588 habitants en 2021.

## Géographie
Žihobce se trouve à 21 km à l'ouest-sud-ouest de Strakonice, à 32 km au sud-est de Klatovy, à 62 km au sud-sud-est de Plzeň et à 113 km au sud-ouest de Prague.
La commune est limitée par Podmokly, Dražovice, Čímice et Domoraz au nord, par Bukovník et Soběšice à l'est, par Strašín et Nezdice na Šumavě au sud et par Sušice à l'ouest.

## Histoire
La première mention écrite du village date de 1045.

## Administration
La commune se compose de cinq sections :
- Bešetín
- Bílenice
- Kadešice
- Rozsedly
- Žihobce

## Patrimoine

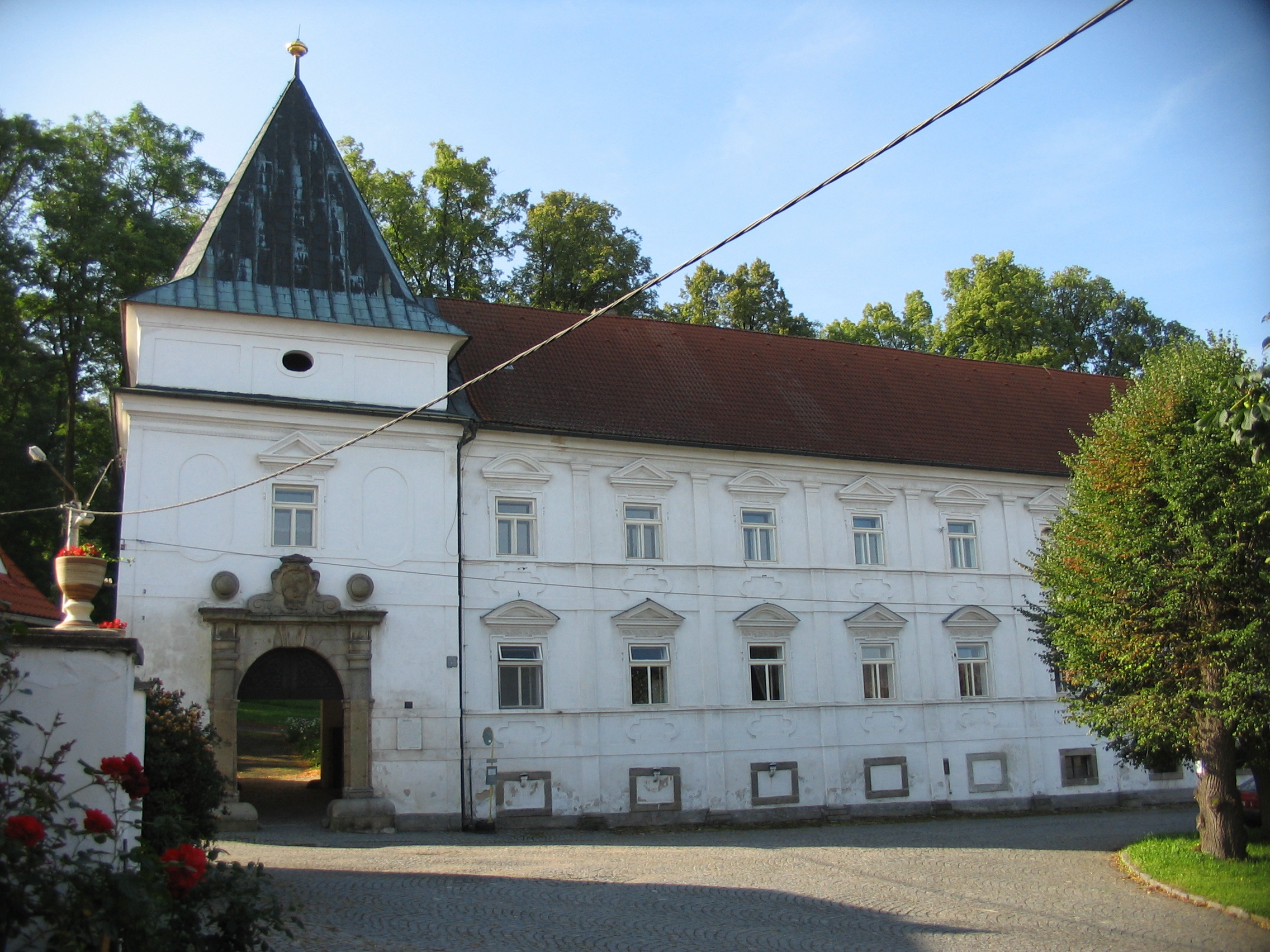
Château de Žihobce.
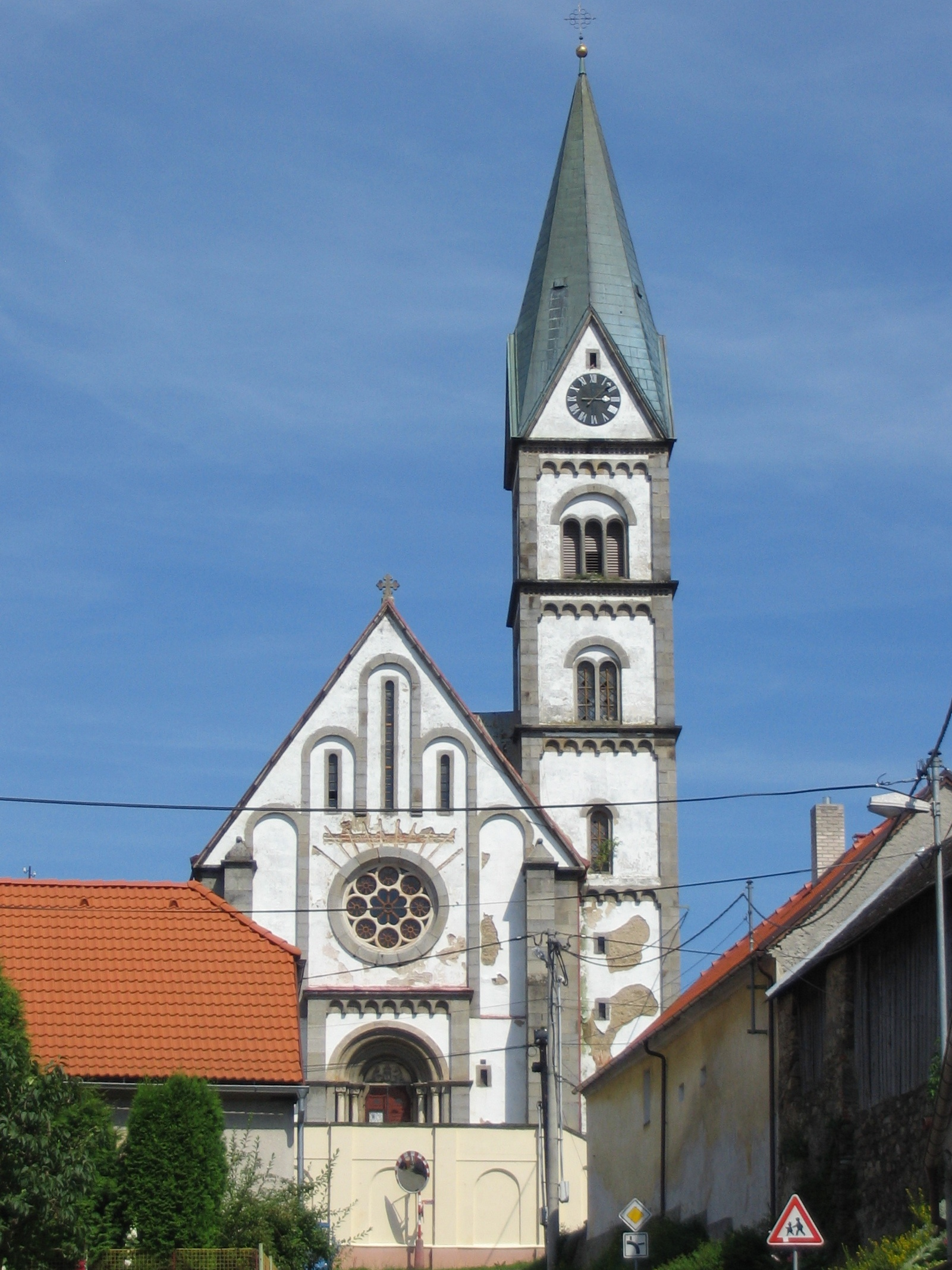
Église de Žihobce : façade.
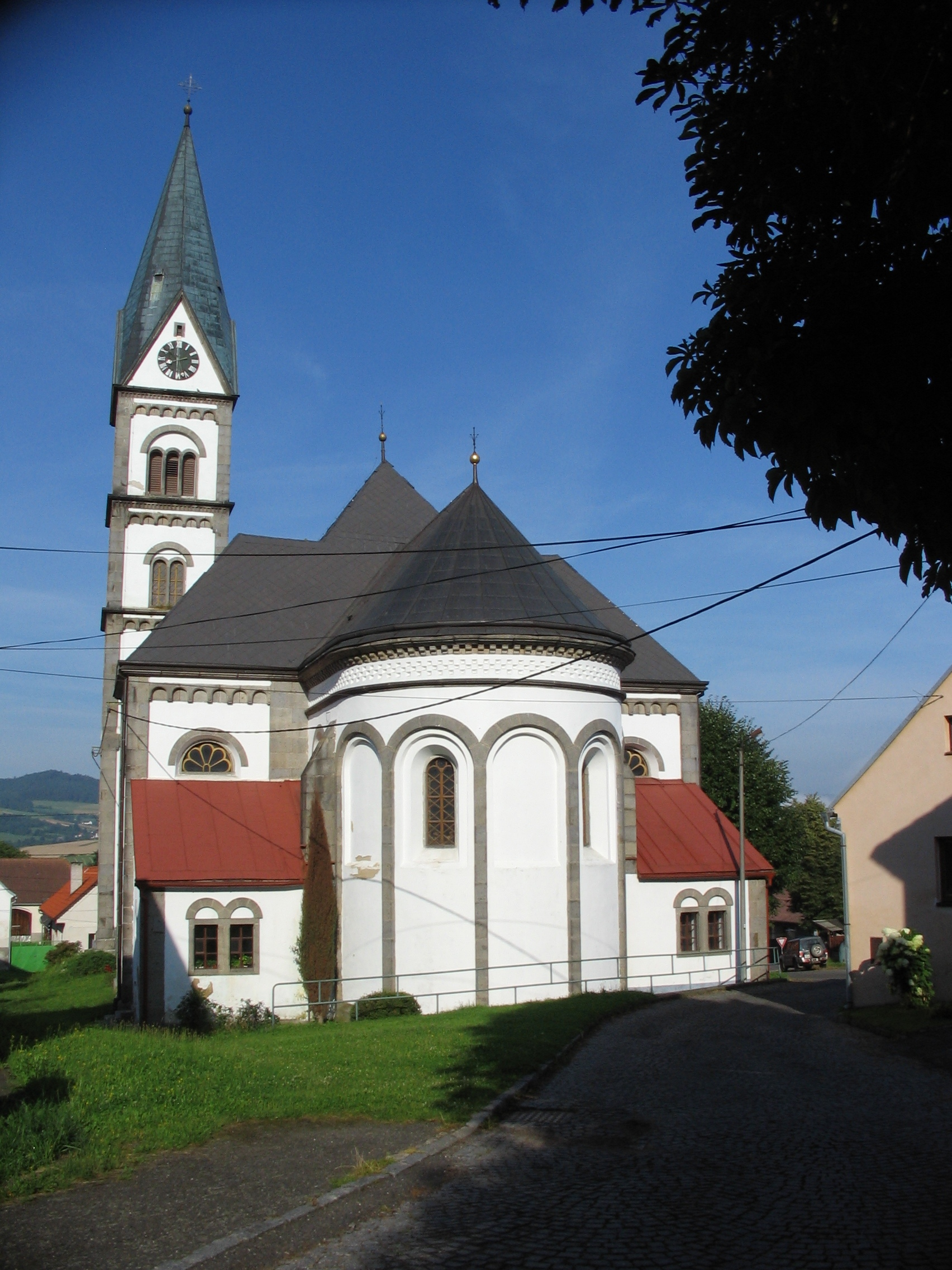
Église de Žihobce : chevet.

## Transports
Par la route, Žihobce se trouve à 12 km de Sušice, à 40 km de Klatovy, à 78 km de Plzeň et à 135 km de Prague.